# Башкирський мед
Башкирський мед (башк. башҡорт балы) — мед, вироблений у Башкортостані.

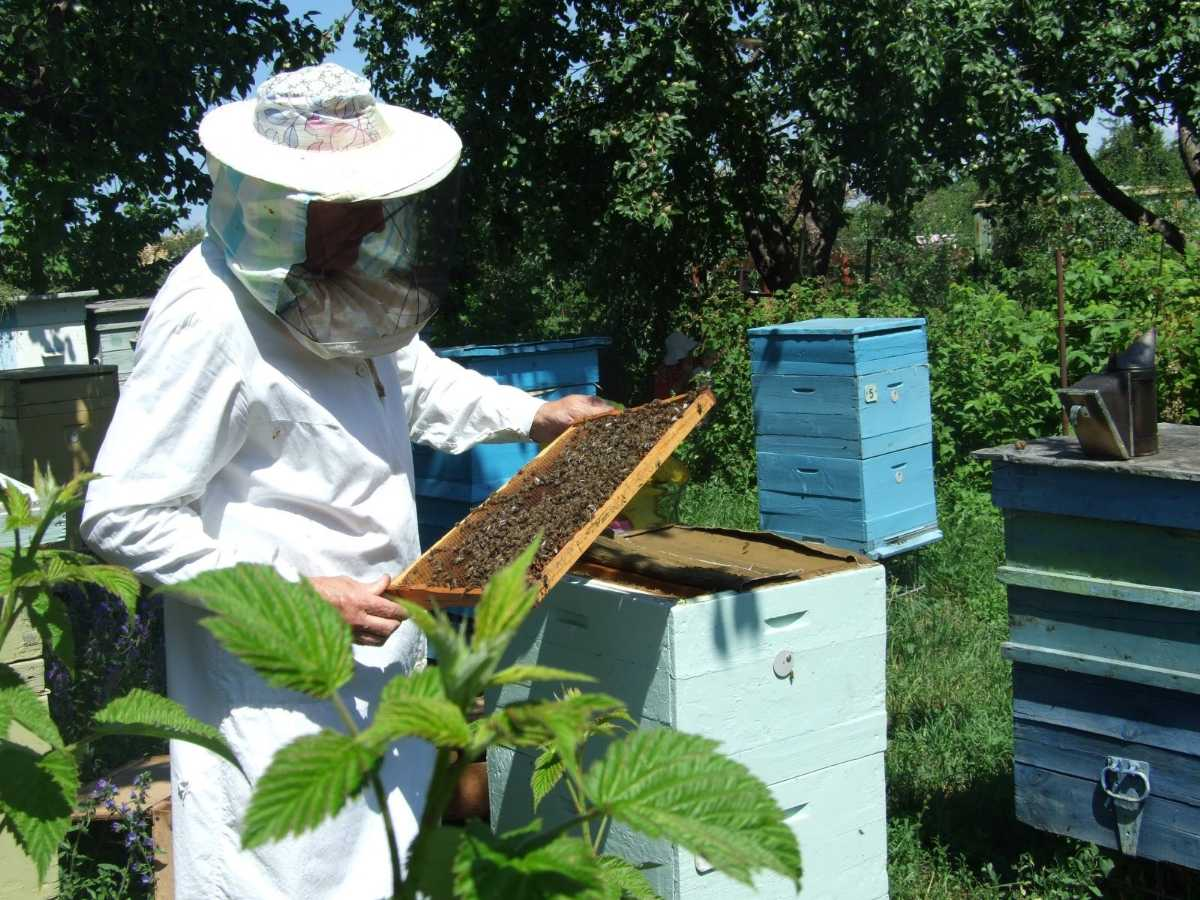
Пасіка у Башкортостані, Росія

Назва «Башкирський мед» є захищеною торговою маркою. З 2005 року ГУ «Башкирский научно-исследовательский центр по пчеловодству и апитерапии» є єдиним закладом на території Російської Федерації, що має право використовувати словосполучення «Башкирський мед» для маркування своєї медової продукції.

## Особливості

### Бортницьке бджільництво

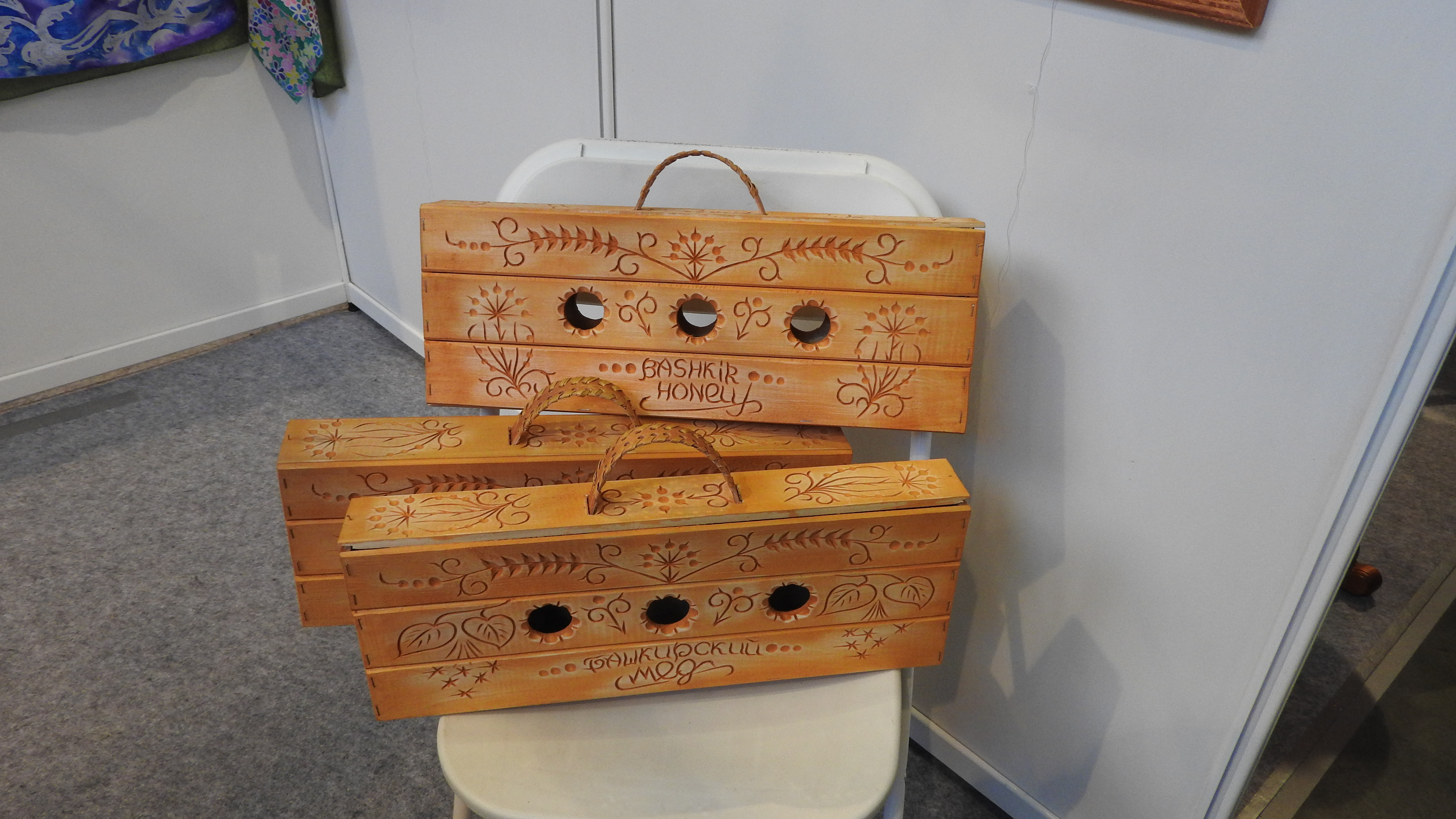
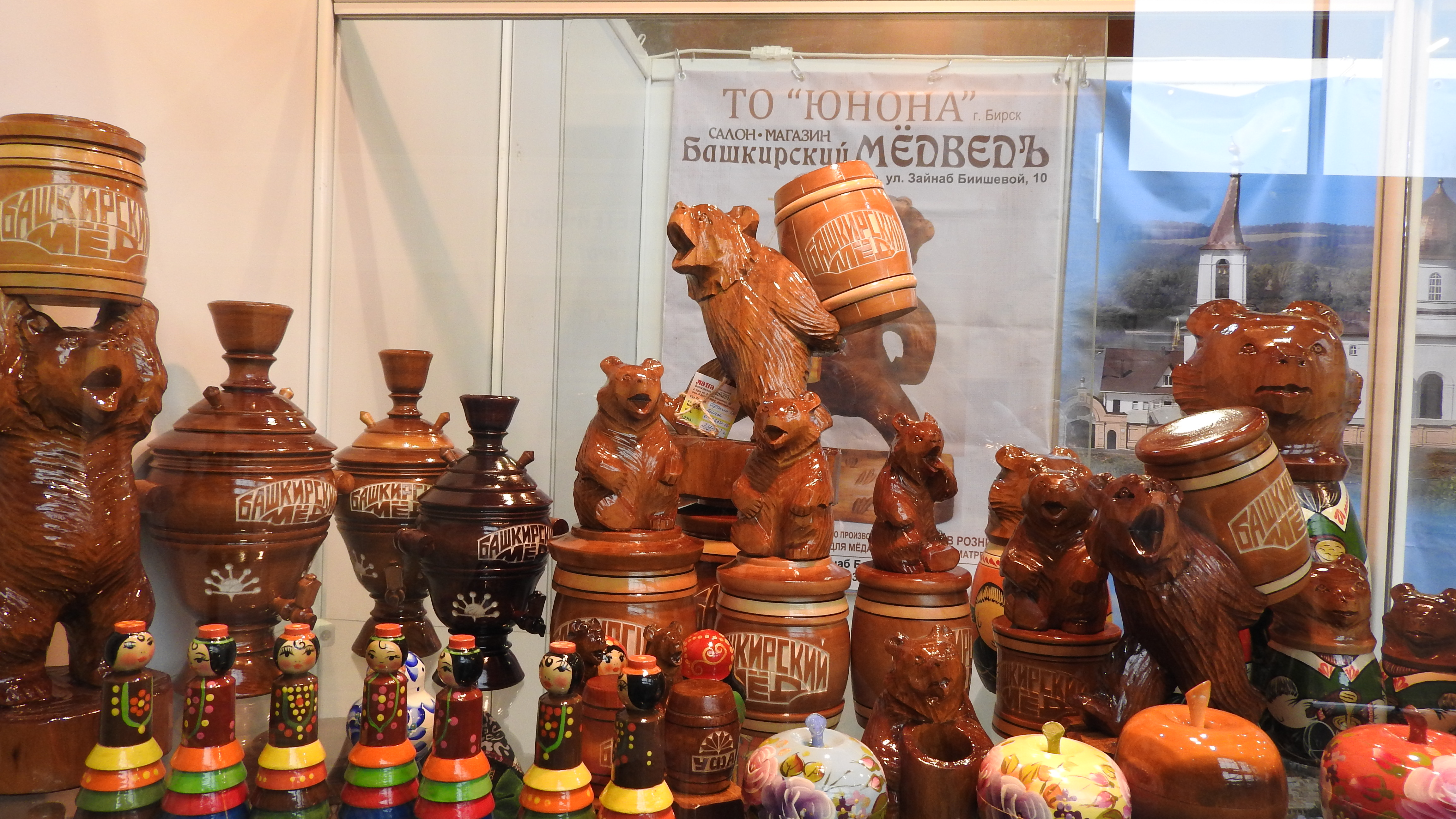

Бортництво — лісове бджільництво, як народний промисел процвітало на території сучасного Башкортостану з давнини, задовго до приходу в ці місця тюркських племен — предків сучасних башкир. Про це свідчать і знахідки відкритого в 1902 році Бірського могильника, вік котрого, приблизно, 1500 років: серед іншого начиння в ньому знайдено повне спорядження бортника — добувача лісового меду. Наскельні малюнки, знайдені в печерах Бурзянського району, свідчать про те, що в цих місцях мед добували ще первісні люди.
У другій половині XVIII ст. бортництво у башкир досягло свого розквіту. Перший член-кореспондент Російської Академії наук П. І. Ричков, вивчаючи природу і побут народів Південного Уралу, відзначив у свої працях, що «…повсюду же леса, в которых множество пчёл», а головна економія башкир складається «в конских заводах, содержании скота и бортевых пчёл. … Башкирцы, у которых лесные места, от сих пчёл бортевых получают себе великий доход, и в размножении оных так искусны, что много таких, из которых у одного по нескольку тысяч бортевых деревьев имеется, а на одном дереве бывают по два, а иногда и по три бортя с пчёлами. … а редкой в лесных местах живёт, который бы ничего у себя не имел. Из такого бортя вынимает мёду с вощиною близ пуда, иногда больше и меньше».
Син Петра Івановича Н. П. Ричков, подорожуючи в 1769—1770 рр. від Уфи на північний захід у вятські і пермські землі, захоплений мистецтвом башкирських бортників, писав: «…чи знайдеться такий народ, який би міг їх перевершити в бджолиних промислах».